# Dyschiriognatha
Genre
Dyschiriognatha est un genre d'araignées aranéomorphes de la famille des Tetragnathidae.

## Distribution
Les espèces de ce genre se rencontrent en Océanie, à Bornéo et au Brésil.

## Liste des espèces
Selon World Spider Catalog (version 21.0, 11/07/2020) :
- Dyschiriognatha bedoti Simon, 1893
- Dyschiriognatha lobata Vellard, 1926
- Dyschiriognatha oceanica Berland, 1929
- Dyschiriognatha upoluensis Marples, 1955

## Publication originale
- Simon, 1893 : Arachnides de l'archipel Malais. Revue Suisse de Zoologie, vol. 1, p. 319-328 (texte intégral).